# Аз, роботът (филм)
„Аз, роботът“ (I, Robot) е американски научнофантастичен филм от 2004 година с участието на Уил Смит.
Въпреки заглавието, сюжетът на филма не е основан на сборника разкази „Аз, роботът“ на Айзък Азимов – заимствани са само името, Трите закона на роботиката и някои дребни детайли като означенията на роботите и името на произвеждащата ги корпорация.

## Сюжет
1. ↑  Box Office Mojo.   Посетен на 7 март 2019 г.

## Актьорски състав
| Актьор           | Роля                                                                           |
| ---------------- | ------------------------------------------------------------------------------ |
| Уил Смит         | Дел Спунър – полицейски детектив от Чикаго                                     |
| Бриджит Мойнахан | д-р Сюзън Калвин – робопсихолог от USR                                         |
| Алън Тюдик       | Сони – робот произведен от компанията USR (улавяне на глас и движение)         |
| Брус Грийнууд    | Лорънс Робъртсън – съосновател и главен изпълнителен директор на USR           |
| Джеймс Кромуел   | д-р Алфред Ланинг – съосновател на USR и изобретател на съвременната роботика  |
| Шай Макбрайд     | Джон Бергин – полицейски лейтенант от Чикаго                                   |
| Шая Лабъф        | Фарбър – приятел на Спунър                                                     |
| Фиона Хоган      | VIKI – виртуална интерактивна кинетична интелигентност (глас на тази персонаж) |
| Тери Чен         | Чин                                                                            |
| Адриан Л. Рикар  | Джиджи – бабата на Спунър                                                      |
| Джери Васерман   | Балдес                                                                         |
| Питър Шинкода    | Чин                                                                            |
| Шарън Уилкинс    | жена с астма                                                                   |
| Крейг Марч       | детектив                                                                       |
| Киана Кокс       | момиче                                                                         |
| Дарън Мур        | бездомник                                                                      |
| Арън Дъглас      | адвокат №1 на USR                                                              |
| Емили Тенант     | младо момиче                                                                   |